# Get Over It (Mr. Big)
Get Over It è il quinto album in studio del gruppo musicale statunitense Mr. Big, pubblicato il 21 marzo 2000 dalla Atlantic Records.
È il primo album del gruppo con Richie Kotzen alla chitarra in sostituzione di Paul Gilbert.

## Tracce
1. Electrified – 4:12 (Richie Kotzen, Eric Martin, Billy Sheehan, Pat Torpey)
2. Static – 3:07 (Kotzen)
3. Hiding Place – 4:46 (Kotzen, Sheehan, Torpey)
4. Superfantastic – 3:45 (Martin, André Pessis)
5. A Rose Alone – 3:52 (Martin, Pessis, Marti Frederiksen)
6. Hole in the Sun – 3:46 (Martin, Pessis, Frederiksen)
7. How Does It Feel – 4:14 (Kotzen, Sheehan, Torpey)
8. Try to Do Without It – 4:54 (Martin, Pessis, Kotzen)
9. Dancin' with My Devils – 3:43 (Martin, Pessis, Kotzen)
10. Mr. Never in a Million Year – 5:40 (Kotzen, Sheehan, Torpey)
11. My New Religion – 3:20 (Martin, Pessis)

Traccia bonus nell'edizione giapponese
1. Water over the Bridge – 3:32 (Martin, Pessis, Frederiksen)

## Formazione
- Eric Martin – voce
- Richie Kotzen – chitarre, voce solista in Static
- Billy Sheehan – basso, cori
- Pat Torpey – batteria, cori